# Klukon Edit
Klukon Edit (Budapest, 1959. február 22. – ) magyar zongoraművész. Ránki Dezső felesége, Ránki Fülöp édesanyja.

## Élete
Zongoratanulmányait Hambalkó Editnél és Teőke Mariann-nál kezdte, majd a Zeneakadémián Jandó Jenő, Kadosa Pál és Kurtág György növendéke volt. Diplomáját 1982-ben szerezte meg.
1979-ben kötött házasságot Ránki Dezsővel, az 1980-as évektől rendszeresen adnak négykezes és kétzongorás koncerteket. Repertoárjukon számos kuriózum is szerepel. 1985-ben született Soma nevű fiuk, aki építész, 1995-ben második gyermekük, Fülöp, ő szülei hivatását választotta, és vele a család háromzongorás darabokat is megszólaltat.
Klukon Edit önállóan is jelentős művészi karriert futott be itthon és külföldön, dalesteken is közreműködik, többek közt a néhai Lucia Poppnak is volt partnere.
2008-ban egyik kezdeményezője volt az Immaculata Alapítvány a Köztéri Szobrok Emeléséért nevű szervezet megalapításának, jelenleg a kuratórium elnöke.

## Díjai, elismerései
- 2016 — Liszt Ferenc-díj; Zrínyi Ilona-díj[3]
- 2017 — Újbuda díszpolgára Ránki Dezsővel megosztva[4]